# El incendio del Borgo
El incendio del Borgo (en italiano L’Incendio di Borgo) es un fresco ejecutado por el taller del artista Rafael Sanzio. Aunque se asume que Rafael hizo los dibujos para la compleja composición, el fresco fue en su mayor parte obra de su asistente Giulio Romano. Fue pintado en 1514. Tiene una anchura en la base de 670 cm. Es el fresco que da nombre a la Sala del Incendio del Borgo (Stanza dell'incendio del Borgo), una de las habitaciones que hoy en día son conocidas como las estancias de Rafael, ubicadas en el Palacio Apostólico del Vaticano y que forman parte de los Museos Vaticanos. 
Este fresco es el más conocido de esta sala en la que se ubica.
Representa un milagro de 847, atribuido al papa León IV. Se había declarado un incendio en la ciudad, y el papa lo sofocó haciendo la señal de la cruz desde una ventana del Vaticano. Ejemplificaría así el favor divino obtenido a través del Pontífice. No obstante, no hay unanimidad en cuanto al sentido de la escena. Puede referirse al cisma que terminó con León X (historiador Pastor), o puede aludir a la llegada de la paz con el papa León X, después de las guerras de Julio II (Redig de Campos). 
Tres son los planos de la composición. En primer término, una serie de ciudadanos huye del fuego, mientras otros cogen agua para sofocar las llamas. Este primer plano es agitado y dramático. Hay mujeres que gritan, con los brazos en alto, una de ellas arrodillada en gesto de desesperación, hombres que escapan del fuego arrojándose por las ventanas, como el joven desnudo de la izquierda que mira con preocupación; junto a él, una mujer pone a salvo a su bebé, lanzándoselo a una figura masculina que alza los brazos. Justo delante, a la izquierda, se ve a un hombre joven con otro anciano a cuestas, se trataría de un eco del tema clásico de Eneas con su padre Anquises. De este modo, Rafael compara el acontecimiento con la huida de Eneas de Troya, según la cuenta Virgilio. Es por lo tanto una alusión a la idea tradicional de que Roma era la nueva Troya. Además según los emblemas de Alciato, cuentan que esta representación de Eneas, portando a Anquises (historia sacada de la Eneida), significa, la piedad del hijo, para con los padres; relacionándolo de este mismo modo, con el milagro del Papa, ya que éste, se apiada de sus fieles, y sofoca el fuego.
En el plano medio hay toda una serie de ciudadanos que se dirigen hacia la basílica de San Pedro, para pedir ayuda al Papa. Y, el fondo, aparece este, en la fachada de la antigua basílica, aún no demolida. Este viejo edificio paleocristiano, de características clásicas, se pone en confrontación con la arquitectura del siglo XVI y los tres órdenes clásicos, el orden dórico, el jónico y el corintio; esto señala el evidente interés del artista por la arquitectura. El «arquitecto de San Pedro» estudiaba el tratado de Vitrubio en aquel momento.
El dibujo es rico en movimientos. En este cuadro y en los otros de la Sala se percibe un notable cambio en el estilo. De la armoniosa belleza de la Sala de la Signatura se pasa aquí a un estilo menos homogéneo, índice del encuentro de Rafael con el manierismo. En realidad, en esta Sala, poco pintó Rafael, limitándose al proyecto conceptual y a la ejecución de los cartones y, en esta obra, se nota principalmente la mano de Penni en primer plano y de Giulio Romano en el fondo, ambos pintores manieristas. Rafael y nadie más ha ideado el planteamiento escenográfico del fresco, con el plano inclinado. En la primera mitad del siglo XVI se comienza, de hecho, a teorizar la escenografía teatral sobre las bases de la obra de Vitrubio y en 1540, Sebastiano Serlio publica los primeros resultados en el Terzo Libro dell'Architettura. El manierismo aplicará rápidamente estos conceptos a la pintura, apartándose de la rígida perspectiva renacentista. De esta manera, Rafael consigue presentar plenamente el dramatismo del acontecimiento histórico, aún a costa de deformar la verdad. 